# Conrad Aiken
Conrad Potter Aiken (n. 5 august 1889, Savannah, Georgia - d. 17 august 1973) a fost poet și prozator american.
În copilărie a fost traumatizat de faptul că tatăl său a omorât-o pe mama sa apoi s-a sinucis.

## Opera
- 1917: Nocturna primăverii din amintire ("Nocturne of Remembered Spring");
- 1920: Casa de praf: o simfonie ("The House Of Dust: A Symphony");
- 1921: Mincinosul nemuritor ("The Immortal Liar");
- 1928: Veșminte croite de Eros ("Costumes by Eros");
- 1927: Călătoria albastră ("Blue Voyage");
- 1933: Cercul cel mare ("Great Circle").

## Premii și distincții
- 1929: Premiul Shelley Memorial Award  din partea Societății Americane de Poezie;
- 1930: Premiul Pulitzer
- Premiul National Book;
- Premiul Bollingen pentru Poezie
- Medalia de Aur din partea Institutului Național de Artă.